# Shorea laevis
Shorea laevis là một botanical species belonging họ tới Dipterocarpaceae. Loài này có ở Indonesia, Malaysia, Myanmar, và Thái Lan.